# Spareinrichtung
Als Spareinrichtung wird bei Wohnungsbaugenossenschaften eine Organisationseinheit bezeichnet, die Spareinlagen ihrer Mitglieder oder von deren Angehörigen wie bei Kreditinstituten entgegennehmen und verwalten.

## Allgemeines
Betriebszweck von Wohnungsunternehmen und Wohnungsbaugenossenschaften mit Spareinrichtung ist der Neubau, die Renovierung, der Umbau oder die Bewirtschaftung von Wohnungen. Spareinrichtungen haben bei Wohnungsbaugenossenschaften den Zweck, den Kapitalbedarf zinsgünstig ohne die Inanspruchnahme des Kapitalmarkts zu decken. Würde die Wohnungsbaugenossenschaft diesen Kapitalbedarf durch Kreditaufnahme bei Kreditinstituten decken, müsste sie dafür die marktüblichen Kreditzinsen entrichten. Damit ist die Spareinrichtung ein kostensparendes Kreditsubstitut.
Durch die Spareinrichtung kann sie sich auch unmittelbar bei ihren Mitgliedern refinanzieren. Die eingesparten Kapitalkosten kommen sowohl der Genossenschaft als auch ihren Mitgliedern zugute.

## Geschichte
Ende des 19. Jahrhunderts zogen die rasch wachsenden Handels- und Industriemetropolen Tausende von Arbeitssuchenden an. Allein auf dem Gebiet des späteren „Groß-Berlin“ wuchs die Bevölkerung zwischen 1871 und 1919 von etwa 900.000 auf 3,7 Millionen; eine Stadt wie Hannover wuchs zwischen 1871 und 1912 von 87.600 auf 313.400 Einwohner. Doch die Lebens- und Arbeitsbedingungen der neuen Bevölkerungsschicht, der Fabrikarbeiter, waren schlecht. Zu viele Menschen wohnten auf engstem Raum, in alten und heruntergekommenen Häusern. Eine planvolle Wohnungspolitik zählte in dieser Zeit noch nicht zu den Aufgabenbereichen staatlichen Handelns. Planung, Bau und Vermietung von Wohnraum war allein Sache privater Unternehmer und blieb dem „freien Spiel der Kräfte“ überlassen, und so blieb die Schaffung von menschenwürdigem und preiswertem Wohnraum für lange Zeit eine schwierige Aufgabe. Doch das Thema erlangte durch neue Erkenntnisse in Medizin, Hygiene und öffentlicher Gesundheitspflege allmählich eine größere Aufmerksamkeit. Auf diese Weise gewann auch der ursprünglich aus England stammende Genossenschaftsgedanke schnell an Bedeutung. Sein Prinzip ist einfach: erst Sparen, dann Bauen, anschließend Einziehen und Wohnen. Die Genossen brachten ihre Anteile ein, sparten gemeinsam und konnten so kontinuierlich Wohnungen für Mitglieder bauen.
Anfang der 1940er Jahre war beim Großteil der Genossenschaften Schluss mit den Spareinrichtungen. Sie wurden von den Nationalsozialisten aufgelöst und die Spargelder der Kriegswirtschaft zur Verfügung gestellt.
Nach dem Zweiten Weltkrieg wurde der Genossenschaftsgedanke im Wohnungsbau reaktiviert. Heute besitzen in Deutschland 47 Wohnungsbaugenossenschaften eine Spareinrichtung und verfügen über mehr als 2,4 Milliarden Euro Spareinlagen.

## Rechtsfragen
Die Spareinrichtung ist ein Rechtsbegriff des Bankrechts, denn sie ist ein Bankgeschäft nach § 1 Abs. 1 Nr. 2 KWG und gehört zum Einlagengeschäft. Für das Betreiben des Einlagengeschäfts ist eine Banklizenz der Bankenaufsicht BaFin gemäß § 32 KWG erforderlich. Spareinrichtungen dürfen nur von Wohnungsunternehmen in der Rechtsform einer eingetragenen Genossenschaft betrieben werden, sind keine CRR-Kreditinstitute oder Finanzdienstleistungsinstitute und bewirtschaften den eigenen Wohnungsbestand (§ 1 Abs. 29 KWG). Hierdurch unterliegen Wohnungsbaugenossenschaften auch spezifischen Bestimmungen des Bankaufsichtsrechts.

### Allgemeine Vorschriften
Das Einlagengeschäft im Sinne des § 1 Abs. 29 Satz 1 Nummer 3 KWG darf gemäß § 51c KWG nur mit den Mitgliedern der Genossenschaft und ihren Angehörigen (§ 15 AO) betrieben werden.

### Liquiditätsverordnung
Die Liquiditätsverordnung (LiqV) gilt gemäß § 1 LiqV seit Januar 2018 lediglich noch für Kreditinstitute, auf welche die Bestimmungen über die Liquidität der Art. 411–428 Kapitaladäquanzverordnung (CRR) nicht anzuwenden sind. Dies trifft auf Bürgschaftsbanken, Wohnungsunternehmen mit Spareinrichtung, Wertpapierfirmen und Finanzdienstleistungsinstitute gemäß § 1 Abs. 1a KWG zu. Die LiqV stellt Zahlungsmittelbestände (unterteilt in Laufzeitbänder je nach Liquiditätsgrad; § 3 LiqV) und Zahlungsverpflichtungen (ebenfalls unterteilt in Laufzeitbänder je nach Laufzeit; § 4 LiqV) gegenüber.
.

### Eigenkapital und Solvabilität
Wohnungsunternehmen mit Spareinrichtung müssen gemäß § 51a KWG im Interesse der Erfüllung ihrer Verpflichtungen gegenüber ihren Gläubigern, insbesondere im Interesse der Sicherheit der ihnen anvertrauten Vermögenswerte, angemessenes Eigenkapital haben. § 33 Abs. 1 KWG gilt mit der Maßgabe, dass Wohnungsunternehmen mit Spareinrichtung mindestens über ein Eigenkapital von 5 Millionen Euro verfügen müssen.
Wohnungsunternehmen mit Spareinrichtung ermitteln gemäß § 61 Wohnungsunternehmen-Solvabilitätsverordnung (WuSolvV) den „relevanten Indikator“ {\displaystyle I} als Differenz der nachfolgenden Positionen:
- dem Produkt aus dem durchschnittlichen Bestand an Spareinlagen {\displaystyle S} und dem durchschnittlichen Zinssatz für Finanzierungen durch Kreditinstitute {\displaystyle K} dividiert durch 100:

{\displaystyle I={\frac {S\cdot K}{100}}} und
- den Zinsaufwendungen für Spareinlagen {\displaystyle ZA}, mithin

{\displaystyle I={\frac {S\cdot K}{100}}-ZA}.
Dieser Indikator zeigt die Marktüblichkeit der Habenzinsen an.

## Wirtschaftliche Aspekte
Wie zu den Gründungszeiten der Genossenschaften, als Wohnraum knapp und teuer war, basieren die Spareinrichtungen auf einem einfachen Modell: Sparen → Bauen → Wohnen. Die Spareinrichtung bringt heute wie damals Vorteile für die Genossenschaft und ihre Mitglieder und deren Angehörige:
- Die Genossenschaft kann mit den Spareinlagen teures Fremdkapital bei den Kreditinstituten ablösen bzw. verhindern.
- Die Genossenschaft muss keine teuren Kredite für den Erhalt der Häuser aufnehmen. Auch andere Einrichtungen wie Seniorentreffs oder Kinderspielplätze lassen sich so kostengünstiger finanzieren.
- Der Sparer erhält deutlich höhere Zinsen gegenüber einer vergleichbaren Anlage bei einer Bank. Außerdem erhöhen attraktive Sparbedingungen auch die Attraktivität der Wohnungsbaugenossenschaft für neue Mitglieder.
- So kommt der Sparer als Wohnungsnutzer in den Genuss seiner Gelder. Die Genossenschaft erwirtschaftet mit den Einlagen – verglichen mit der sonst erforderlichen

Das Sparen in einer Wohnungsbaugenossenschaft ist zweckgebunden und darf nicht für andere Zwecke eingesetzt werden.
Unternehmen in der Rechtsform der Genossenschaft gehören gesetzlich einem Prüfungsverband an. Der jährlich zu erstellende Prüfungsbericht testiert nicht nur das jeweilige Geschäftsjahr, er enthält auch Aussagen und Stellungnahmen zu den Chancen und Risiken der Genossenschaft (Risikobericht) sowie Aussagen zu den mittel- und langfristigen Prognosen (Lagebericht). Die Unternehmen sind auch Mitglied in der Sicherungseinrichtung des GdW, dem Bundesverband deutscher Wohnungsunternehmen, dem „Selbsthilfefonds zur Sicherung von Spareinlagen von Wohnungsbaugenossenschaften“. Darüber hinaus unterliegt die Genossenschaft wegen ihrer Spareinrichtung der Bankenaufsicht. Eine monatliche Berichterstattung ist zwingend. Weiterhin nehmen Mitarbeiter der Deutschen Bundesbank an den jährlichen Vertreterversammlungen teil, und anhand der Prüfungsberichte wird ein jährliches Aufsichtsgespräch geführt. Zudem ist ein in der Regel gut ausgestatteter Immobilienbestand eine Sicherheit für das Spargeld.